# Jerome Cosentino
Jerry Cosentino, (1932-1997), est un homme politique américain, membre du parti démocrate, il est trésorier de l'Illinois de 1979 à 1983 puis de nouveau de 1987 à 1991. Il échoue cependant à deux reprises, en 1982 et 1990, à se faire élire secrétaire d'État.